# Wappen Nordkoreas
Das Wappen der Demokratischen Volksrepublik Korea wurde zusammen mit der Staatsflagge im September 1948 angenommen.

## Beschreibung
Das Wappen zeigt einen Stausee mit einem Wasserkraftwerk und einem Hochspannungsmast vor einer schneebedeckten Bergkette.
Darüber steht ein roter, fünfzackiger Stern, der von Strahlen umgeben ist.
Es wird kreisförmig umrahmt von zwei Bündeln von Reisähren, um die ein rotes Band geflochten ist, auf dem in gelber Hangeul-Schrift der Staatsname (조선민주주의인민공화국 - Demokratische Volksrepublik Korea) geschrieben steht.

## Symbolik
Laut Artikel 163 der nordkoreanischen Verfassung handelt es sich bei dem Berg um den Paektu, den heiligen Berg der Revolution. In der Tat hat dieser höchste Berg Koreas seit langer Zeit eine mythologische Bedeutung, die dem griechischen Olymp vergleichbar ist. Die Stilisierung als revolutionärer Berg stammt jedoch vom Staatsgründer Kim Il-sung, der behauptete, von hier den Widerstand gegen die Japaner organisiert zu haben, und dass sein Sohn Kim Jong-il hier geboren worden sei.
Laut Regierungsseite symbolisiert der rote Stern die ruhmreichen revolutionären Traditionen, die Kim Il-sung dem koreanischen Volk hinterlassen hat und die große Zukunft des koreanischen Volkes, das um den Führer vereint kontinuierlich auf dem Weg der friedlichen Vereinigung des Landes und des Sieges der Juche-Idee voranschreitet. Ähnlich optimistisch werden die übrigen Symbole, das Wasserkraftwerk für die Industrie, der Ährenkranz für die Landwirtschaft und das rote Band für die Verbundenheit des koreanischen Volkes beschrieben.

## Geschichte

Flagge Nordkoreas

Das Wappen wurde zusammen mit der Staatsflagge im September 1948 angenommen. Es folgt dem Schema sozialistischer Staatswappen und ist nach dem Vorbild des sowjetischen Staatswappens gestaltet.

### Historische Versionen

Wappen der Volksrepublik Korea, einer provisorischen Regierung von 1945 bis 1946
Ein Prototyp aus dem Jahr 1946, basierend auf dem Staatswappen der Sowjetunion. Dieses illustriert ein vereinigtes Korea.
Wappen Nordkoreas, Juli bis September 1948
Wappen Nordkoreas (1948–1993)